# Франсуа Югу
Франсуа Югу (фр. François Hugues, 13 серпня 1896, Париж — 16 грудня 1965, Леваллуа-Перре) — французький футболіст, півзахисник. Відомий виступами, зокрема, в складі клубу «Ред Стар» і національної збірної Франції. Дворазовий володар Кубка Франції. Учасник Олімпійських ігор.

## Клубні виступи

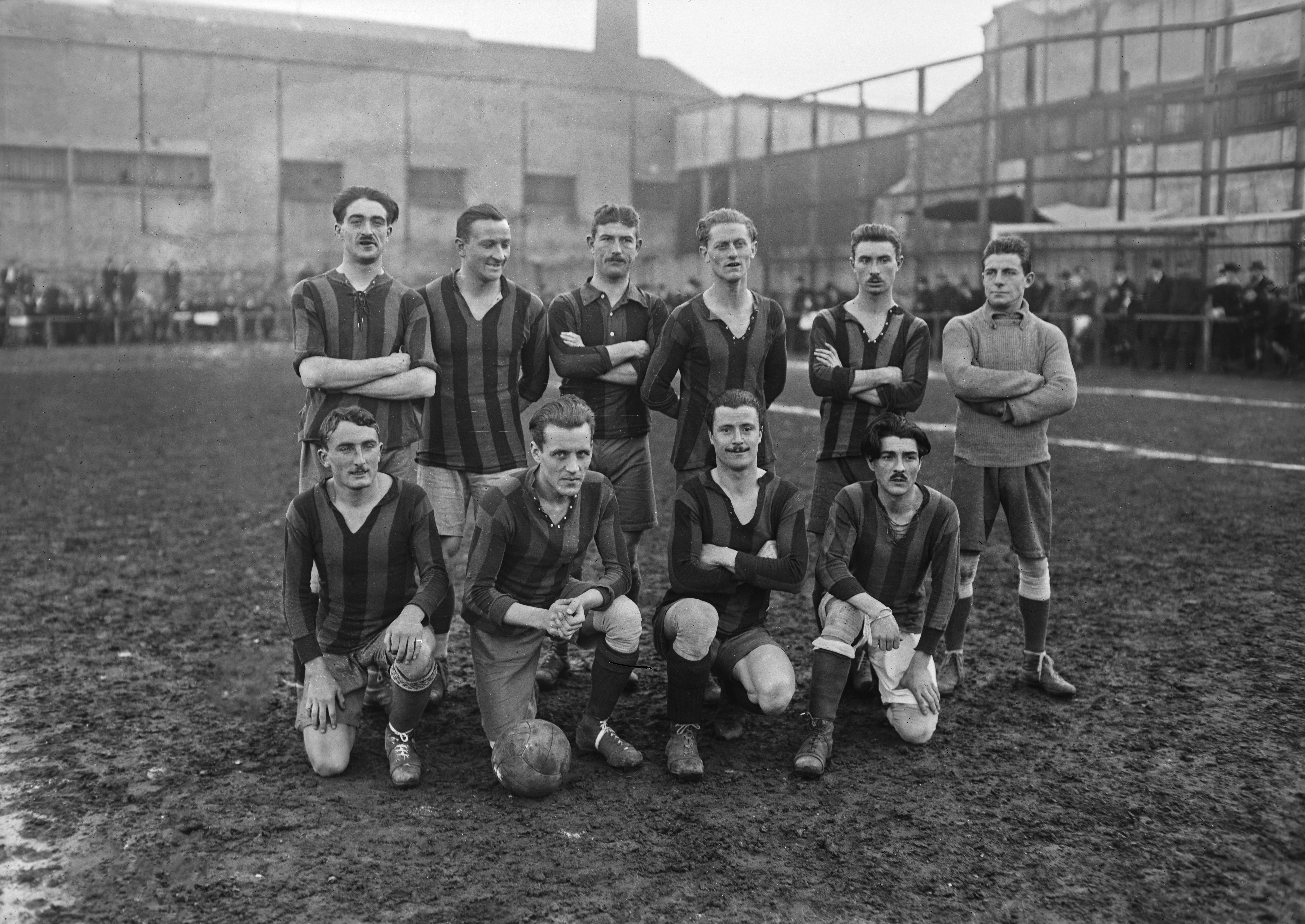
«Ред Стар» у 1920 році. Югу четвертий зліва у верхньому ряду

З 1913 року виступав у паризькому клубі «Ред Стар». В 1921 році став володарем Кубка Франції. «Ред Стар» переміг з рахунком 2:1 паризький клуб «Олімпік» і вперше в своїй історії здобув цей трофей. Наступний сезон Югу провів у команді «Ренн», де швидко зарекомендував себе і отримав капітанську пов'язку. «Ренн» дійшов до фіналу Кубка Франції, але поступився з рахунком 0:2 колишньому клубові Югу — «Ред Стар». Через рік Франсуа повернувся «Ред Стар». Його команда втретє поспіль виграла національний кубок. У фінальному матчі паризький клуб переміг «Сет» з рахунком 4:2.
В 1927 році перейшов у команду ФК «Ліон», де грав до 1933 року. Завершив кар'єру у віці 37 років в клубі «Свіс» (Париж), де відіграв один сезон.

## Виступи за збірну
У березні 1919 року дебютував у складі національної збірної Франції в товариському матчі проти Бельгії (2:2). 
У тому ж 1919 році був учасником Міжсоюзницьких ігр, великих спортивних змагань, що були організовані країнами-переможцями в Першій світовій війні. Участь у змаганнях брали діючі і колишні учасники збройних сил своїх країн. У складі збірної Франції (як і в інших командах) виступали відомі футболісти, гравці національної збірної. Втім, матчі турніру не входять до офіційного реєстру ФІФА. Ігри проводились у Парижі на новозбудованому стадіоні Першинг. Франція впевнено виграла групу А, здобувши три перемогинад командами Румунії (4:0), Греції (11:0) і Італії (2:0). Матч проти італійців пройшов у жорсткій боротьбі. П'ять гравців, серед яких і Югу, отримали травми і не змогли зіграти у фіналі, де французи поступились збірній Чехословаччини з рахунком 2:3. 

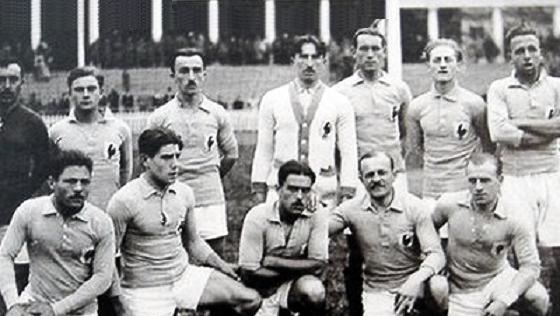
Франція на олімпійських іграх 1920. Югу другий справа у верхньому ряду

Влітку 1920 року виступав у складі збірної на Олімпійських іграх у Брюсселі. В чвертьфіналі Франція виграла у Італії з рахунком 3:1. У півфіналі французи поступились збірній Чехословаччини з рахунком 1:4. У додатковому турнірі, що визначав володарів срібної і бронзової медалей, команда не брала участі.
Єдиний гол за збірну забив аматорській збірній Ірландії в лютому 1921 року, в матчі, що закінчився поразкою французів з рахунком 1:2. У травні того ж року грав у матчі проти аматорської збірної Англії, що завершився історичною перемогою з рахунком 2:1.
Загалом у 1919—1927 роках зіграв за збірну 24 матчі, у яких забив 1 гол. 3 гри провів у ролі капітана команди.
Працював тренером в алжирському клубі «Спортинг» з міста Сіді-Бель-Аббес близько 1950 року.

### Статистика виступів за збірну
| Дата       | Місто         | Господарі  | Результат | Гості          | Турнір           | Голи | Примітки        |
| ---------- | ------------- | ---------- | --------- | -------------- | ---------------- | ---- | --------------- |
| 09/03/1919 | Уккел         | Бельгія    | 2 – 2     | Франція        | товариський матч | -    |                 |
| 29/02/1920 | Женева        | Швейцарія  | 0 – 2     | Франція        | товариський матч | -    |                 |
| 28/03/1920 | Париж         | Франція    | 2 – 1     | Бельгія        | товариський матч | -    |                 |
| 05/04/1920 | Руан          | Франція    | 0 – 5     | Англія         | товариський матч | -    |                 |
| 29/08/1920 | Антверпен     | Франція    | 3 – 1     | Італія         | ОІ 1920 - 1/4    | -    |                 |
| 31/08/1920 | Антверпен     | Франція    | 1 – 4     | Чехословаччина | ОІ 1920 - 1/2    | -    |                 |
| 08/02/1921 | Париж         | Франція    | 1 – 2     | Ірландія       | товариський матч | 1    |                 |
| 20/02/1921 | Марсель       | Франція    | 1 – 2     | Італія         | товариський матч | -    |                 |
| 06/03/1921 | Форе          | Бельгія    | 3 – 1     | Франція        | товариський матч | -    |                 |
| 05/05/1921 | Париж         | Франція    | 2 – 1     | Англія         | товариський матч | -    |                 |
| 15/01/1922 | Коломб        | Франція    | 2 – 1     | Бельгія        | товариський матч | -    |                 |
| 30/04/1922 | Бордо         | Франція    | 0 – 4     | Іспанія        | товариський матч | -    |                 |
| 28/01/1923 | Сан-Себастьян | Іспанія    | 3 – 0     | Франція        | товариський матч | -    |                 |
| 25/02/1923 | Брюссель      | Бельгія    | 4 – 1     | Франція        | товариський матч | -    |                 |
| 02/04/1923 | Амстердам     | Нідерланди | 8 – 1     | Франція        | товариський матч | -    | Капітан команди |
| 22/04/1923 | Париж         | Франція    | 2 – 2     | Швейцарія      | товариський матч | -    |                 |
| 10/05/1923 | Париж         | Франція    | 1 – 4     | Англія         | товариський матч | -    |                 |
| 28/10/1923 | Париж         | Франція    | 0 – 2     | Норвегія       | товариський матч | -    |                 |
| 13/01/1924 | Монруж        | Франція    | 2 – 0     | Бельгія        | товариський матч | -    | Капітан команди |
| 23/03/1924 | Женева        | Швейцарія  | 3 – 0     | Франція        | товариський матч | -    |                 |
| 19/04/1925 | Париж         | Франція    | 0 – 4     | Австрія        | товариський матч | -    |                 |
| 21/05/1925 | Париж         | Франція    | 2 – 3     | Англія         | товариський матч | -    |                 |
| 24/04/1927 | Коломб        | Франція    | 3 – 3     | Італія         | товариський матч | -    |                 |
| 26/05/1927 | Коломб        | Франція    | 0 – 6     | Англія         | товариський матч | -    | Капітан команди |
| Усього     |               | Матчів     | 24        |                | Голів            | 1    |                 |

## Досягнення
- Володар Кубка Франції: (2)

«Ред Стар»: 1920-21,  1922-23
- Фіналіст Кубка Франції: (1)

«Ренн»: 1921-22
- Переможець чемпіонату Парижу: (2)

«Ред Стар»: 1920, 1924
- Фіналіст Міжсоюзницьких ігор: (1)

Франція (військ.): 1919